# Yalda (Film)
Yalda (persisch یلدا، شبی برای بخشش) Originalname (persisch یلدا, Fernsehtitel: Yalda, Nacht der Vergebung) ist ein Filmdrama von Massoud Bakhshi, das am 1. Februar 2019 im Rahmen des Internationalen Fajr-Filmfestivals seine Premiere feierte, ab Ende Januar 2020 beim Sundance Film Festival und im Februar 2020 bei den Filmfestspielen in Berlin vorgestellt wurde. Der Kinostart in Deutschland erfolgte am 27. August 2020.

## Handlung

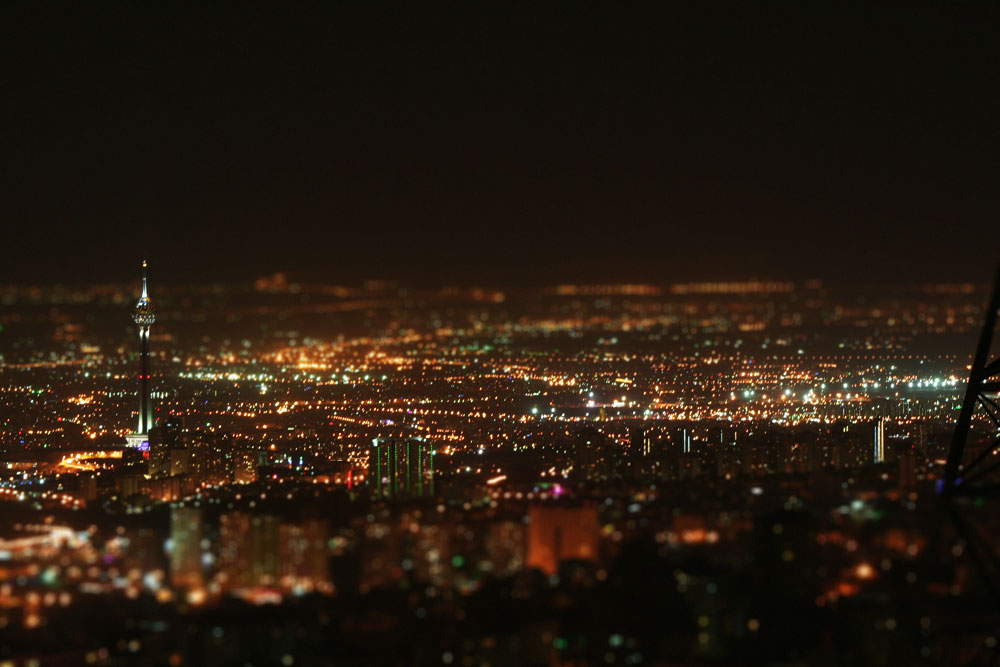
Maryam versucht sich in einer iranischen Reality-TV-Show zu erklären, hier der Dreh- und Handlungsort Teheran

Es ist Nacht in Teheran, als die junge Maryam Komijani von der Polizei mit Blaulicht in das Studio des auf Unterhaltung und Boulevardthemen spezialisierten, iranischen Fernsehsenders gebracht wird. An diesem Abend des Yalda-Fests zur Wintersonnenwende ist die Anfang 20-Jährige in die Sendung „Joy of Forgiveness“ eingeladen. Herr Ayat, der Showrunner des Formats, versichert ihr, dass sie mit einer Teilnahme an der Sendung ihr Leben retten werde. Sie müssen aber noch ein wenig auf die Ankunft eines weiteren Gastes warten. Nervös schaut sich Maryam die anderen Programmpunkte der Reality-TV-Show an, in der sie gleich selbst vor einem Millionenpublikum ihre Geschichte erzählen soll. Gebannt starrt sie auf die Bildschirme, als die Sendung mit dem reißerischen Vorspann beginnt.
Minuten später sitzt sie in der Live-Show der Person gegenüber, die sie als einzige retten kann, Mona Zia, die erwachsene Tochter ihres Ehemanns Nasser Zia. Alles, was Mona tun muss, ist, Maryam den Mord an ihrem Vater zu vergeben, denn die Devise der Sendung lautet „Vergebung bereitet mehr Freude als Rache“. Maryam hätte gerne mit ihr unter vier Augen gesprochen, doch Monas Verspätung ließ dies nicht zu. Auch die Zuschauer zu Hause vor den Fernsehern sind aufgerufen, ihre Meinung kundzutun, indem sie per SMS darüber abstimmen, ob sie denken, dass Maryam vergeben werden sollte.
Ihr Vater war der Fahrer des wohlhabenden Unternehmers Nasser Zia. Dieser unterstützte Maryams Familie nach dessen Tod finanziell. Sie war 14 Jahre alt, als er starb. Bald hatte Nasser sie zu einer „vorübergehenden Ehe“ überredet, der Maryam zustimmte, obwohl er mit seinen 65 Jahren ihr Großvater hätte sein können. Entgegen den Abmachungen wurde Maryam während dieser Ehe jedoch schwanger. Sie bekräftigt in der Sendung, dass sie ihn liebte wie einen Vater und ihn nicht tötete, sondern alles ein Unfall war. Dennoch wurde sie zum Tode verurteilt, weil man von einem Mord ausging. Sie erklärt, sie habe an diesem Tag voller Panik die Wohnung verlassen und nicht gewusst, dass ihr Ehemann noch lebt. Seine Tochter Mona hingegen, die Erbin seiner Werbeagentur ist, glaubt, Maryam habe ihn nur seines Geldes wegen heiraten wollen, und wirft ihr vor, ihrem verletzten Vater, der nach dem Unfall noch 40 Minuten lebte, nicht geholfen und nicht den Notdienst gerufen zu haben. Sie erzählt, wie gut ihr Vater und auch sie selbst immer zu Maryam gewesen seien.
Während es für Maryam an diesem Abend um nicht weniger geht als um das nackte Überleben, zeigen sich die Mitarbeiter im Fernsehstudio nur sehr wenig empathisch und erledigen ihre Arbeit höchst professionell. Selbst den Frauen, die im Hintergrund der Sendung arbeiten, ist das alles zu langweilig und zu wenig unterhaltsam. Auch Maryams Flehen um Vergebung wirkt auf sie nicht überzeugend genug. Ständig geben sie daher aus dem Aufnahmeraum heraus Regieanweisungen, um die Sendung für die Zuschauer interessanter zu machen. Selbst Maryams Mutter scheint andere Dinge im Kopf zu haben und zu vergessen, dass es gerade um das Leben ihrer Tochter geht.
Auch ein berühmter iranischer Filmstar wurde anlässlich des Yalda-Fests in die Sendung eingeladen und opfert ein wenig ihrer kostbaren Zeit, um Hāfiz zu lesen. Jurastudentinnen haben einen Bittbrief an Mona vorbereitet, den sie vortragen und darin um Vergebung für Maryam bitten. Als Mona in der letzten Werbepause herausfindet, dass Maryams angeblich gestorbenes Kind doch noch lebt und sie damit einen Bruder hat, der erbberechtigt ist, verlässt sie aufgeregt das Studio. Sie muss von Mitarbeitern des Senders zurück ins Studio gebracht werden.
Erst will sie das Blutgeld nicht mehr akzeptieren und Maryam auch nicht verzeihen, doch letztlich vergibt sie ihr doch und unterzeichnet die entsprechenden Verträge, damit die Sponsoren der Sendung ihr das Blutgeld auszahlen können. Maryam darf noch eine kurze Zeit mit ihrem Baby verbringen, doch selbst auf ihre Bitte hin will Mona ihrem Sohn nicht erlauben, den Namen ihres Vaters zu tragen.

## Produktion

### Filmstab und Finanzierung
Regie führte Massoud Bakhshi, der auch das Drehbuch schrieb. Der 1972 in Teheran geborene und als Filmkritiker, Drehbuchautor und Produzent arbeitende Filmemacher hatte 12 Dokumentarfilme und Kurzfilme gedreht. Bei Yalda handelt es sich um seinen zweiten Spielfilm. Sein erster Spielfilm A Respectable Family wurde 2012 bei den  Filmfestspielen in Cannes  in der Nebenreihe Quinzaine des Réalisateurs vorgestellt.
Der Film erhielt Projektfilmförderungen von der Deutsch-Französischen Förderkommission in Höhe von 190.000 Euro, vom Medienboard Berlin-Brandenburg in Höhe von 100.000 Euro und von der Nordmedia in Höhe von 50.000 Euro. Weitere Förderungen erhielt das Projekt vom Film Fund Luxembourg in Höhe von 120.000 Euro, von Eurimages von 160.000 und von Cinéforom.

### Filmtitel, Idee und Themen

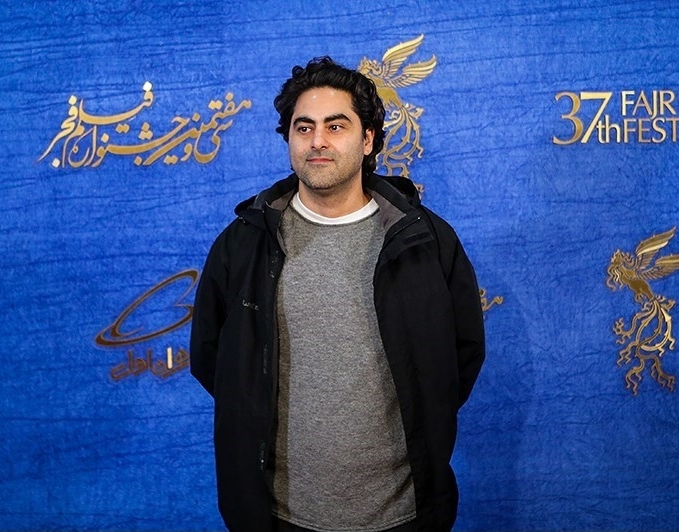
Massoud Bakhshi bei der Premiere des Films im Februar 2019 beim Internationalen Fajr-Filmfestival

Die Yalda-Nacht, die dem Film seinen Titel gab, ist ein persisches Fest, das in der „längsten und dunkelsten Nacht des Jahres“ in Afghanistan, im Iran und in Tadschikistan gefeiert wird. Es findet in der Nacht der Wintersonnenwende statt. Diese Feier hatte den Regisseur nach eigenen Angaben seit seiner Kindheit immer beeindruckt und daher hielt er es für den perfekten Zeitpunkt seiner Geschichte: „eine lange Nacht, in der alles passieren kann.“ Der Regisseur erklärte des Weiteren, diese Art von Reality-Show, wie „Joy of Forgiveness“ in seinem Film, gebe es im Iran wirklich. Dabei gehe es um die Begnadigung von Sträflingen. Die Show, die ihn bei seiner Arbeit am meisten inspiriert habe, ist seit ungefähr zehn Jahren auf Sendung und im Iran ein großer Erfolg im Monat Ramadan. Eine Freundin habe ihn auf die Geschichte einer Frau in einer dieser Sendungen aufmerksam gemacht, die wegen Mordes an ihrem Ehemann zum Tode verurteilt wurde.
Das iranische Gesetz der Vergeltung und Vergebung, das im Mittelpunkt seines Films steht, vergleicht der Regisseur mit dem Prinzip von „Auge um Auge, Zahn um Zahn“. Es sei ein wesentlicher Bestandteil des islamischen Rechts. Wenn die Familie des Opfers bereit ist zu vergeben, gibt es keine Hinrichtung, und die verurteilte Person muss ihre Strafe in einem Gefängnis verbüßen. Über die Zeitehe („Sigheh“), eine Besonderheit in der Schi'a, sagt der Regisseur, eine solche Ehe von im Voraus bestimmter Dauer könne einen Tag oder Monate dauern. Diese Form der Ehe gehe auf die Ursprünge des Islam zurück, als es viele Kriege und daher viele Witwen gab, weshalb Männer mehrere Frauen haben durften. Durch einen solchen Vertrag könne der Frau auch ein bestimmter Geldbetrag gewährt werden, in keinem Fall aber habe sie Anspruch auf das Erbe ihres Mannes. Jedes Kind, das durch eine solche Ehe gezeugt wurde, kann jedoch einen Teil des Erbes des Vaters beanspruchen. Oft verließen Männer ihre „vorübergehenden“ Frauen und auch ihre Kinder, die damit keinen Namen hatten und zu „Bastarden“ wurden. Jüngste Gesetze zur vorübergehenden Eheschließung versuchten, die aus solchen Ehen geborenen Frauen und Kinder besser zu schützen, so Bakhshi.

### Besetzung, Dreharbeiten und Veröffentlichung

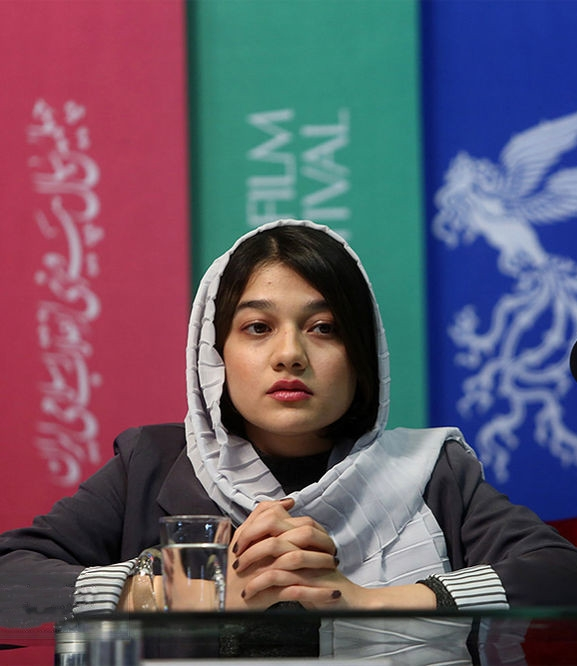
Sadaf Asgari spielt Maryam

Die Hauptrolle der jungen Maryam besetzte der Regisseur mit der Nachwuchsschauspielerin Sadaf Asgari. Ihre Mutter wird von Fereshteh Sadre Orafaiy gespielt. Behnaz Jafari spielt Mona, die erwachsene Tochter ihres verblichenen Ehemannes. Babak Karimi übernahm die Rolle von Herrn Ayat, des Showrunners der Sendung Joy of Forgiveness.
Die Dreharbeiten fanden an 32 Drehtagen zwischen Mitte September und Mitte Oktober 2018 in der iranischen Hauptstadt Teheran statt, dem Handlungsort des Films. Die erste Einstellung ist ein Flug über die Stadt, vorbei am Milad Tower. Als Kameramann fungierte Julian Atanassov.
Eine erste Vorstellung des Films erfolgte am 1. Februar 2019 im Rahmen des Internationalen Fajr-Filmfestivals in Teheran. Ab 26. Januar 2020 wurde Yalda beim Sundance Film Festival im World Cinema Dramatic Competition gezeigt, im Februar 2020 bei den Filmfestspielen in Berlin im Rahmen der Sektion Generation 14plus. In Deutschland kam der Film am 27. August 2020 in die Kinos. Da der Film bereits für die 55. Ausgabe des Filmfestivals Karlovy Vary ausgewählt worden war, dieses jedoch wegen der Coronavirus-Pandemie abgesagt wurde, erfolgten Anfang Juli 2020 im Rahmen der Initiative „KVIFF at Your Cinema“ Vorstellungen, wo er als einer von insgesamt 16 Filmen neun Tage lang in verschiedenen Kinos in Tschechien gezeigt wurde. Ebenfalls Anfang Juli 2020 wurde er beim Split Festival of Mediterranean Film vorgestellt.

## Rezeption

### Kritiken
Der Film wurde von 90 Prozent aller bei Rotten Tomatoes erfassten Kritiker positiv bewertet mit durchschnittlich 7,1 der möglichen 10 Punkte.
Holger Twele vom Online-Portal des Deutschen Kinder- und Jugendfilmzentrums schreibt in seiner Kritik, unabhängig von den Zuständen im Iran selbst stelle der Film die grundsätzliche Frage von Gerechtigkeit und Ungerechtigkeit, die auf keinen Fall von den Medien beantwortet werden dürfe. Zugleich verweise er auf Strukturen, die nicht allein auf den Iran beschränkt sind, von einer de facto Ungleichbehandlung zwischen Männern und Frauen in vielen weiteren Ländern über Unterhaltungsshows, die auf Kosten einzelner oder einer Minderheit gehen, bis hin zu allgemein menschlichen Schwächen wie Hass, Selbstgerechtigkeit und nur auf den eigenen Vorteil bedachten Egoismus.

### Einsatz im Unterricht
Das Onlineportal kinofenster.de empfiehlt den Film ab der 10. Klasse für die Unterrichtsfächer Ethik, Religion, Philosophie, Rechtslehre und Deutsch und bietet Materialien zum Film für den Unterricht. Dort heißt es unter anderem, für das Verständnis empfehle es sich, die im Film angesprochenen Konzepte der „Ehe auf Zeit“ und des „Blutgeldes“ zu klären. Neben einer Analyse der im Film enthaltenen Kritik an der iranischen Gesellschaft und Rechtsprechung lohne sich vor allem auch eine Auseinandersetzung mit den ethisch-moralischen Fragen, die der Film aufwirft. So könnten die Schülerinnen und Schüler etwa überlegen, was Schuld, Sühne und Vergebung bedeuten und wie sie selbst den in Yalda geschilderten Fall bewerten.
Auf der vom österreichischen Filmverleih Filmladen initiierten Website „Kino macht Schule“, die sich an Lehrerinnen und Lehrer richtet, die mit dem Medium Film im Unterricht vertiefend arbeiten wollen, werden Materialien und Bilder für Schulzwecke als Download angeboten.

### Auszeichnungen
Antalya Golden Orange Film Festival 2022
- Auszeichnung für die Beste Regie (Massoud Bakhshi)[12]

Bergen International Filmfestival 2020
- Nominierung in der Kategorie Cinema Extraordinaire

Internationale Filmfestspiele Berlin 2020
- Nominierung für den Amnesty-International-Filmpreis[13]

Prix Lumières 2021
- Nominierung als Beste internationale Koproduktion (Massoud Bakhshi)[14]

Solothurner Filmtage 2021
- Nominierung in der Sektion Panorama[15]

Sundance Film Festival 2020
- Auszeichnung mit dem Grand Jury Prize im World Cinema Dramatic Competition (Massoud Bakhshi)[16]